# Monastère orthodoxe de Bussy-en-Othe
Pour l’article homonyme, voir Monastère de la Protection de la Mère de Dieu.
Le monastère orthodoxe Notre-Dame-de-Toute-Protection est un monastère orthodoxe féminin situé à Bussy-en-Othe dans l'Yonne, en Bourgogne-Franche-Comté. Il se trouve sous la juridiction de la métropole orthodoxe grecque de France, elle-même dépendant du patriarcat œcuménique de Constantinople.

## Histoire
Le monastère est fondé en 1946 dans la propriété du professeur Vassili Eliachevitch (1875-1956), enseignant à l'université polytechnique de Pétrograd avant la Révolution russe, achetée en 1935 qui en fait don à la communauté monastique. La nouvelle église dédiée à la Transfiguration, œuvre de l'architecte Georges Subovici, est bâtie à partir de janvier 2001 (date du permis de construire) et consacrée en 2003. Le monastère accueille depuis 2005 les reliques de saint Alexis d'Ugine.

## Higoumènes
- 1956-1977 : Eudoxie Courtin
- 1977-1992 : Théodosie Solomiants
- 1992-2013 : Olga Slezkine
- depuis 2013 : Aimiliani Hanson